# Trường Đại học Bina Nusantara
Trường Đại học Bina Nusantara (Binus) là một trường đại học ở Jakarta, Indonesia. Lĩnh vực nghiên cứu hàng đầu của trường này là trong lĩnh vực  công nghệ thông tin.

## Lịch sử
Đại học Bina Nusantara ban đầu được thành lập là một viện đào tạo ngắn hạn về máy tính, tên gọi là "Khoá máy tính hiện đại" vào ngày 21 tháng 10 năm 1974.
Trường đã phát triển thành Học viện Hệ thống máy tính ngày 1 tháng 7 năm 1981. Trường cung cấp các khoá đào tạo Quản lý thông tin và Công nghệ thông tin. Ba năm sau, ngày 13 tháng 7 năm 1984, Học viện nhận được tư cách "đăng ký" và đổi tên thành AMIK Jakarta. Ngày 1 tháng 7 năm 1985, trường mở khoá đào tạo Điện toán hoá kế toán. Trường bắt đầu sử dụng tên gọi Bina Nusantara ngày 21 tháng 9 năm 1985.
Trường đã thành lập Viện Quản lý Khoa học máy tính Bina Nusantara (STMIK Bina Nusantara) ngày 1 tháng 7 năm 1986. Viện này cung cấp chương trình đào tạo Công nghệ thông tin và Chương trình nghiên cứu Khoa học máy tính.
Ngày 9 tháng 11 năm 1987, AMIK Bina Nusantara được sáp nhập với STMIK Bina Nusantara. Học viện sau khi hợp nhất này cung cấp các chương trình đào tạo Diploma (D-3) và Strata 1 (S-1). STMIK Bina Nusantara đạt được tư cách "được công nhận" cho tất cả các chương trình và cấp đào tạo ngày 18 tháng 3 năm 1992. Ngày 10 tháng 2 năm 1993, trường đã khai mạc chương trình đào tạo Quản lý hệ thống cấp thạc sĩ, cấpp thạc sĩ cho chuyên ngành này lần đầu ở Indonesia.
Đại học Bina Nusantara (UBiNus) đã được thành lập ngày 8 tháng 8 năm 1996. STMIK Bina Nusantara được sáp nhập vào Đại học Bina Nusantara ngày 20 tháng 12 năm 1998. Đại học Bina Nusantara có năm khoa: Khoa học máy tính, Kinh tế, Kỹ thuật, Văn học, Toán và Thống kê, Chương trình thạc sĩ.

## Các môn học và bộ môn

### Nghiên cứu máy tính
- Bộ môn khoa học máy tính
- Bộ môn Hệ thống thông tin
- Bộ môn Kỹ thuật máy tính
- Bộ môn Kế toán điện toán hoá

### Khoa học
- Bộ môn Toán học
- Bộ môn Thống kê

### Kỹ thuật
- Bộ môn Kỹ thuật công nghiệp
- Bộ môn Kỹ thuật xây dựng
- Bộ môn Nông nghiệp
- Bộ môn Thiết kế đồ hoạ

### Kinh tế
- Bộ môn kế toán
- Bộ môn quản trị kinh doanh

### Văn học
- Bộ môn Văn học Anh
- Bộ môn Văn học Nhật Bản
- Bộ môn Văn học Trung Quốc

### Các môn đôi
- Khoa học máy tính và Toán học,
- Hệ thống thông tin và Kỹ thuật công nghiệp,
- Hệ thống thông tin và Quản trị kinh doanh,
- Hệ thống thông tin và Kế toán,
- Kỹ thuật và Quản lý Công nghiệp,
- Thống kê-Khoa học máy tính.

### Chương trình quốc tế
- Bộ môn Kế toán và Tài chính
- Bộ môn Nghệ thuật và Thiết kế
- Bộ môn Khoa học máy tính
- Bộ môn Hệ thống thông tin
- Bộ môn Marketing